# Axotlán
Axotlán («lugar de agua azul», o «junto al pie del agua») es uno de los trece pueblos, y el más antiguo, perteneciente al municipio de Cuautitlán Izcalli, en Estado de México. En su territorio, se halla la laguna de Axotlán, un cuerpo de agua de gran extensión que tiene una data de existencia desde 1627.
Con fecha desde el siglo XVI, se tienen documentados en escritos coloniales diversas peleas por este territorio, en las que destaca la certeza de identidad, unión y apego al derecho de tenencia, siendo uno de los tres pueblos del municipio que no tiene un nombre de santo, o un alusivo a la iglesia católica.

## Geografía y clima
El terreno alrededor de Axotlán es plano en el sureste, pero en el noroeste es montañoso. Tiene una elevación de 2274 metros, y de 7461 pies sobre el nivel del mar. Hacia la parte norte, colinda con el municipio de Tepotzotlán, al cual solía pertenecer jurisdiccionalmente antes de ser unido al municipio de Cuautitlán Izcalli el 22 de junio de 1973; del lado sur tiene colindancia con el pueblo de San Francisco Tepojaco; hacia el lado oriente con la autopista México-Querétaro, y en la parte poniente con el pueblo de Huilango.
En temporadas de lluvia, su clima suele permanecer nublado, y en temporadas secas parcialmente nublado, climas que le permiten ser un lugar cómodo para habitar durante todo el año. La temperatura del pueblo suele variar entre los 5 °C a 26 °C, y rara vez baja a menos de 2 °C o sube a más de 29 °C.